# 利府町立利府小学校
利府町立利府小学校（りふちょうりつ りふしょうがっこう）は宮城県宮城郡利府町にある公立小学校。

## 概要
学校は利府駅より北西約600mに位置している。学校の南側には県道仙台松島線（利府街道）が通り、周辺には，水田や梨畑，野菜畑などがある。

## 沿革
- 1873年（明治6年）7月  - 加瀬小学校利府小校舎として開校
- 1883年（明治16年）9月 - 加瀬小学校と合併
- 1886年（明治19年）12月 - 塩竈学区内利府中等小学校に改称
- 1889年（明治22年）4月 - 利府尋常高等小学校に改称
- 1903年（明治36年）5月 - 赤沼分教場開設
- 1920年（大正9年）1月 - 校舎移転
- 1941年（昭和16年）4月1日 - 利府国民学校に改称
- 1947年（昭和22年）6月 - 利府村立利府小学校に改称
- 1969年（昭和44年）4月 - 利府町立利府小学校に改称
- 1971年（昭和46年）3月 - 赤沼分校閉校
- 1977年（昭和52年）4月 - 利府町立利府第二小学校が分離開校
- 1982年（昭和57年）4月 - 利府町立利府第三小学校が分離開校
- 1991年（平成3年）4月  - 利府町立しらかし台小学校が分離開校

- 2006年（平成18年）4月 - 学区再編により花園、皆の丘地区が利府町立青山小学校に学区変更[2]

## 学区
- 青葉台の一部、青山の一部、赤沼、春日の大部分、加瀬の大部分、沢乙、沢乙東、菅谷、中央、花園の一部、葉山、森郷の大部分、利府 [3]

## 卒業後
- 利府中学校へ進学する [3] 。

## 著名な出身者
- 相澤優子（元女子バスケットボール選手）